# Чепаніс Альфред Казимирович
Альфред Казимирович Чепаніс (3 серпня 1943, Калснавська волость Мадонського повіту округу Рига, тепер Латвія — 26 квітня 2024, Рига, Латвія) — латвійський державний діяч, голова 6-го Сейму Латвії (1996—1998), заступник голови Ради міністрів Латвійської РСР. Член ЦК Комуністичної партії Латвії. Депутат Верховної Ради Латвійської РСР 10—11-го скликань. Депутат Сейму Латвії кількох скликань.

## Життєпис
У 1957—1960 роках працював помічником тракториста колгоспу «Драудзіба» Мадонського району Латвійської РСР.
У 1960—1962 роках навчався в Яунгулбенському сільськогосподарському політехнічному училищі № 1, здобув спеціальність «молодший зоотехнік-організатор».
У 1962—1964 роках — тракторист-комбайнер колгоспу «Драудзіба» Мадонського району Латвійської РСР. Член КПРС з 1963 по 1990 рік.
У 1964—1967 роках — інструктор Мадонського районного комітету ЛКСМ Латвії, слухач Ризької радянсько-партійної школи.
З 1967 року — заступник голови колгоспу «Комунісма цельш» Вентспілського району. З жовтня 1968 року — 1-й секретар Вентспілського районного комітету ЛКСМ Латвії.
У 1973 році закінчив Заочну Вищу партійну школу при ЦК КПРС.
З 1974 року — завідувач відділу Вентспілського районного комітету КП Латвії, заступник голови виконавчого комітету Вентспілської районної ради депутатів трудящих, старший референт відділу місцевих радянських органів Управління справами Ради міністрів Латвійської РСР.
У 1976—1984 роках — голова виконавчого комітету Вентспілської районної ради народних депутатів; 1-й секретар Прейльського районного комітету КП Латвії.
У грудні 1984 — грудні 1988 року — 1-й секретар Лієпайського районного комітету КП Латвії.
27 грудня 1988 — 1990 року — заступник голови Ради міністрів Латвійської РСР.
У 1990—1995 роках — депутат Верховної Ради Латвійської Республіки та депутат 5-го Сейму Латвії. У 1995—1996 роках — заступник голови 6-го Сейму Латвії.
У 1996—1998 роках — голова 6-го Сейму Латвії.
У 1998—2006 роках — директор із співробітництва з країнами СНД компанії «Євроконсультант», що спеціалізується в галузі економіки та фінансів, транспорту та юридичних послуг.
У 1999 році був обраний до Ради АТ «Trasta komercbanka», потім працював заступником голови Ради банку.
Помер 26 квітня 2024 року.

## Нагороди
- орден Трьох зірок (Латвія)
- орден «Знак Пошани»
- орден Дружби народів
- медалі